# 최준섭
최준섭(崔俊燮, 1956년 1월 28일 ~ )은 대한민국의 정치인이다. 제35대 연기군수이었다.

## 학력
- 조치원교동국민학교 졸업
- 조치원중학교 졸업
- 조치원고등학교 졸업
- 충청실업전문대학 전문학사 졸업

## 경력
- 연기군 동면농협 근무
- 국가공무원 (국세청) 10년 근무
- 현대주류 대표이사
- ㈜신안종합건설 대표이사
- 새마을문고 연기군 지회장
- 연기군 축구협회 회장
- 연기군 체육회 부회장
- 법무부 범죄예방위원회 운영위원
- 제2건국 연기군 추진협의회 위원
- 민주평화통일자문회의 자문위원
- 자유민주연합 공주시·연기군 지구당 상임부위원장
- 2007.12 ~ 2008.09 제34대 연기군수

## 역대 선거 결과
|  | 43.61% |

|  | 40.43% |

|  | 42.88% |

| 전임 이기봉 (권한대행)최무락 (권한대행)박영수 | 제35대 충청남도 연기군수 2007년 12월 20일 ~ 2008년 9월 1일 | 후임 (권한대행)박영수 (권한대행)남궁주 (재보궐)유한식 |